# Orectochilus cordatus
Orectochilus cordatus là một loài bọ cánh cứng trong họ van Gyrinidae. Loài này được Régimbart miêu tả khoa học năm 1888.